# Централни савез чехословачких жена у Краљевини СХС
Централни савез чехословачких жена у Краљевини СХС (свк. Ústredný spolok československých žien v Kráľovstve SHS) било је женско удружење Словакиња у Краљевини Срба, Хрвата и Словенаца.

## Историјат

### Оснивање
Током двадесетих година 20. века долази до убрзане еманципације жена, које почињу активно да се укључују у културни и друштвени живот. Удружење је основано у Новом Саду и Ковачици 1920. године. Председница новосадског удружења била је Олга Крно, супруга адвоката др Милоша Крна, а у Ковачици Елена Петрикович. Рад удружења је након две године прекинут.
Активисткиње су биле углавном жене и сестре знаменитих Словака тог доба и учитељице у словачким школама, као што су Штефанија Мичатек (супруга др Људевита Мичатека), Људмила Хурбан (ћерка евангеличког свештеника Владимира Хурбана и сестра Владимира Хурбана Владимирова), Ержика Мичатек (сестра Људевита и Владимира Мичатека).

### Подружнице
Захваљујући агилности словачких жена подружнице су отваране по многим местима Војводине. У Бачком Петровцу прва подружница основана је 1921. године и бројала је 70 чланица. Председница је била Адела Грајзингер. У Кисачу је удружење основано исте године са Ержиком Мичатек на челу и бројало је 105 чланица. Године 1923. обновљена је активност удружења у Ковачици, Падини и Арадцу. У Новом Саду удружење је обновљено 1925. године и бројало је 110 чланица. У Старој Пазови подружница је основана тек 1931, а за њом су следиле Бачка Паланка, Гложан и Кулпин. У Лалићу и Пивницама подружнице су основане тек 1933. године.

### Делатност
Удружење је било активно у областима културе, просвете и хуманитарних активности. Допринело је оснивању гимназије „Јан Колар”, организовало је позоришне представе, изложбе, предавања, прикупљало је етнографски материјал за Етнографски одбор Матице словачке у Југославији. Такође је прикупљало добровољне прилоге за сиротиште у Ковачици и пружало помоћ сиромашним студентима. Председница Централног савеза чехословачких жена у Краљевини СХС Ержика Мичатек била је истакнути борац за права жена, па је тако организовала кампању против експлоатације Словакиња по београдским домовима, где су радиле као служавке. Резолуцију и петицију за побољшање положаја ових жена Мичатекова је поднела на конгресу Народног женског савеза у Загребу.

## Галерија
- Портрет Ержике Мичатек, председнице Централног савеза чехословачких жена у Краљевини СХС
- Портрет Аделе Грајзингер, председнице подружнице Централног савеза чехословачких жена у Краљевини СХС у Бачком Петровцу
- Чланице подружнице  Централног савеза чехословачких жена у Краљевини СХС у Кисачу (двадесете године 20. века)
- Писмо захвалности Обласног одбора у Новом Саду подмлатка Друштва црвеног крста у Краљевини СХС упућено Управи Централног савеза чехословачких жена у Краљевини СХС (1928)
- Позивница на јубиларну прославу десет година рада подружнице Централног савеза чехословачких жена у Кисачу (1931)
- Адела Грајзингер (лево) и Људмила Квачала, учитељица и позоришна редитељка (десно)